# Brad Silberling
Bradley Mitchell Silberling (Washington, 8 settembre 1963) è un regista e produttore cinematografico statunitense.

## Biografia
Studia presso la UCLA Film School, e inizia a lavorare come assistente di produzione in alcuni programmi televisivi per bambini, successivamente dirige alcuni episodi di molte serie tv.
Debutta sul grande schermo con il film Casper con Christina Ricci, in seguito dirige City of Angels - La città degli angeli, film ispirato da Il cielo sopra Berlino di Wim Wenders. Nel 2003 dirige Dustin Hoffman, Susan Sarandon e Jake Gyllenhaal in Moonlight Mile - Voglia di ricominciare, mentre nel 2005 dirige Jim Carrey in Lemony Snicket - Una serie di sfortunati eventi. Nell'ottobre 2013 produce e gira la puntata pilota della serie televisiva Reign.
È stato legato all'attrice Rebecca Schaeffer, assassinata nel 1989 da un fan. Attualmente è sposato con l'attrice Amy Brenneman.

## Filmografia
- Casper (1995)
- City of Angels - La città degli angeli (City of Angels) (1998)
- Moonlight Mile - Voglia di ricominciare (Moonlight Mile) (2002)
- Lemony Snicket - Una serie di sfortunati eventi (Lemony Snicket's A Series of Unfortunate Events) (2004)
- 10 cose di noi (10 Items or Less) (2006)
- Land of the Lost (2009)
- Un uomo ordinario (An Ordinary Man) (2017)